# Justinus Wöhrer
Justinus Wöhrer (* 4. März 1872 in Kleintraberg, Oberneukirchen; † 18. Dezember 1943 in Apolo, Bolivien) war ein österreichischer Zisterzienserabt und Missionar.

## Leben und Werk
Josef Wöhrer trat in das Zisterzienserkloster Stift Wilhering ein und nahm den Ordensnamen Justinus an. Er wurde promoviert und am 14. September 1915 zum Prior des Stifts bestellt. Von 1916 bis 1928 war er Leiter des Stiftsgymnasiums. 1917 erhielt er das Ritterkreuz des Franz-Joseph-Ordens.
Als das Stift Wilhering (auch angeregt durch den Abt von Stift Schlierbach, Alois Wiesinger) 1928 eine Missionsniederlassung in Apolo, Bolivien, wagte, ließ Abt Gabriel Fazeny Wöhrer zum Titularabt von Stift Säusenstein ausrufen und vertraute ihm die Missionsarbeit an. Wöhrer gründete 1928 die  Indianermission Caupolicán (nach dem damaligen Namen der Provinz), die inzwischen aufgegeben ist, sowie 1929 das Zisterzienserinnenkloster Apolo, das noch besteht.
Seit 2013 ist an der Pfarrkirche Traberg eine Gedenktafel für ihn angebracht.

## Werke
- Studien zu Marius Victorinus. Wilhering, Verlag des Privat-Gymnasiums, 1905.
- Otto Grillnberger (Hrsg.): Griechische Studien. Untersuchungen zu der Geschichte und der Geschichtschreibung Griechenlands mit besonderer Berücksichtigung des vierten Jahrhunderts v. Chr. Wilhering 1907.
- Unser Orden und die Missionen. In: Cistercienser Chronik. Band 38, 1926, S. 329–334.